# Маки Ханета
Маки Ханета (јап. 埴田 真紀; 30. септембар 1972) бивша је јапанска фудбалерка.

## Репрезентација
За репрезентацију Јапана дебитовала је 1993. године. Са репрезентацијом Јапана наступала је на Олимпијским играма (1996) и на Светском првенству (1995) За тај тим одиграла је 30 утакмица и постигла је 1 гол.

## Статистика
| Јапан  | Јапан | Јапан |
| Год.   | Ута.  | Гол.  |
| ------ | ----- | ----- |
| 1993   | 5     | 1     |
| 1994   | 7     | 0     |
| 1995   | 8     | 0     |
| 1996   | 9     | 0     |
| 1997   | 1     | 0     |
| Укупно | 30    | 1     |